# منتخب مالطا لكرة قدم الصالات
منتخب مالطا لكرة قدم الصالات (بالإنجليزية: Malta national futsal team)‏ هو ممثل مالطا الرسمي في المنافسات الدولية في كرة الصالات
.